# Walmir Oliveira da Costa
Walmir Oliveira da Costa (Irituia, 17 de fevereiro de 1958 — Brasília, 28 de abril de 2021) foi um magistrado e professor brasileiro. Ingressou na magistratura trabalhista em 1989 e foi ministro do Tribunal Superior do Trabalho (TST) de 2007 a 2021.

## Biografia
Walmir Oliveira da Costa formou-se em direito pela Universidade Federal do Pará (UFPA) em 1982 e tornou-se mestre em direito do trabalho pela mesma instituição em 1998.
Trabalhou no Conselho Nacional de Desenvolvimento Científico e Tecnológico (CNPq) de 1982 a 1989, tendo exercido no Museu Paraense Emilio Goeldi as funções de assistente técnico, coordenador do Grupo Regional de Apoio Jurídico, assessor de diretor e vice-diretor executivo, além de vice-presidente e presidente. Também atuou como advogado do museu, de 1984 a 1989.
Em 1989, ingressou na magistratura trabalhista como juiz do trabalho substituto da 8ª região, atuando no Estado do Pará. Foi promovido, por merecimento, a juiz do Tribunal Regional do Trabalho da 8ª Região em 1997.
Lecionou nos cursos de graduação e pós-graduação da Universidade da Amazônia (Unama), entre 1996 e 2003, da Faculdade Ideal, entre 2003 e 2004, e no curso de pós-graduação em direito do trabalho e processo do trabalho do Instituto de Educação Superior de Brasília (IESB), entre 2009 e 2010.
Em 2007, foi indicado pelo presidente Luiz Inácio Lula da Silva para o cargo de ministro do Tribunal Superior do Trabalho, em vaga destinada a juiz de carreira, tomando posse no dia 14 de novembro.
Faleceu em Brasília no dia 28 de abril de 2021, aos 63 anos de idade, por complicações decorrentes da Covid-19, durante a pandemia da doença.